# Stylidium ciliatum
Stylidium ciliatum är en tvåhjärtbladig växtart som beskrevs av John Lindley. Stylidium ciliatum ingår i släktet Stylidium och familjen Stylidiaceae. Inga underarter finns listade i Catalogue of Life.

## Bildgalleri

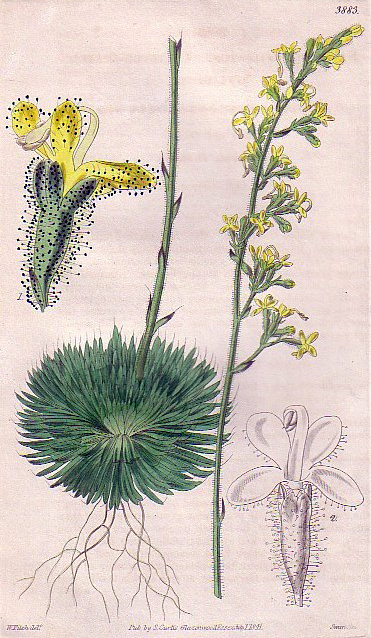
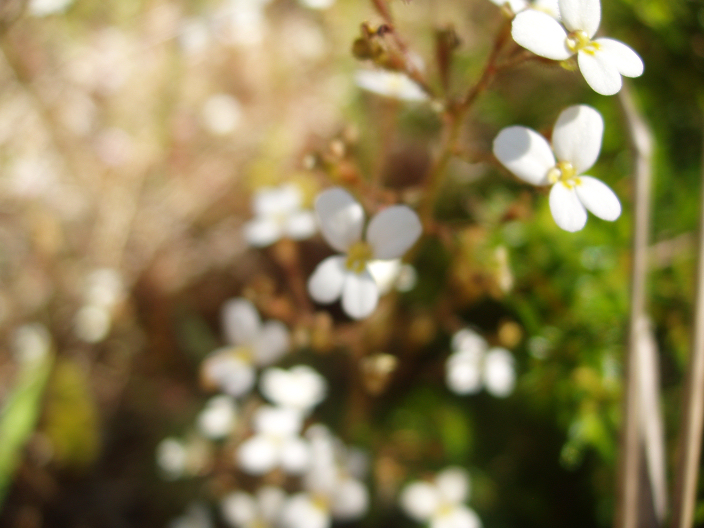
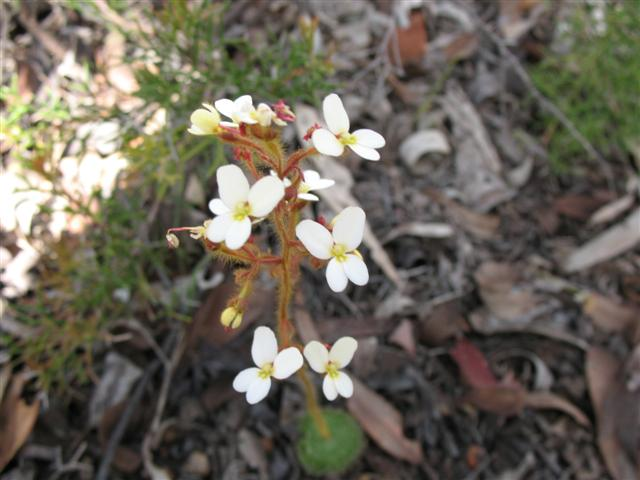
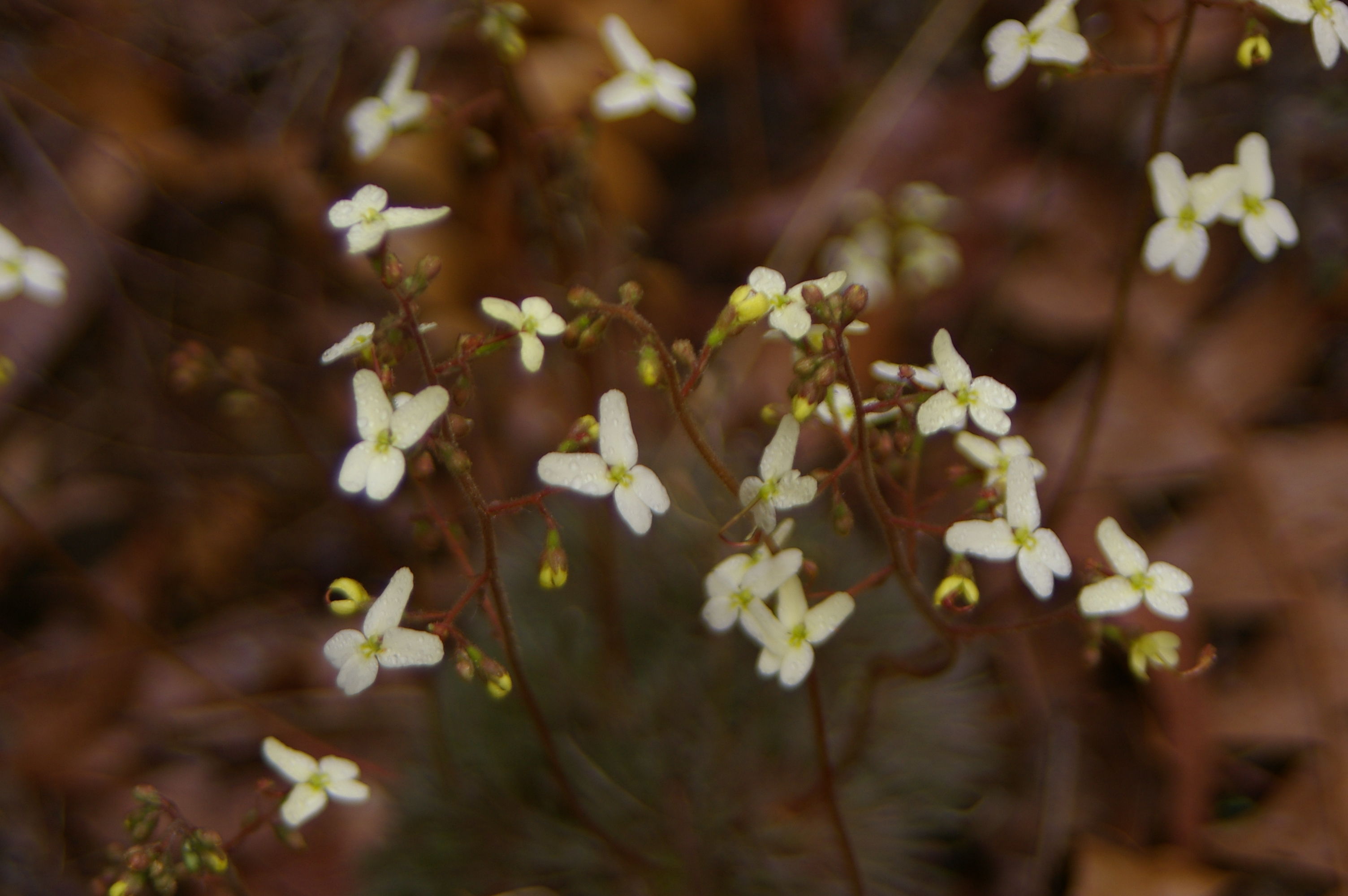
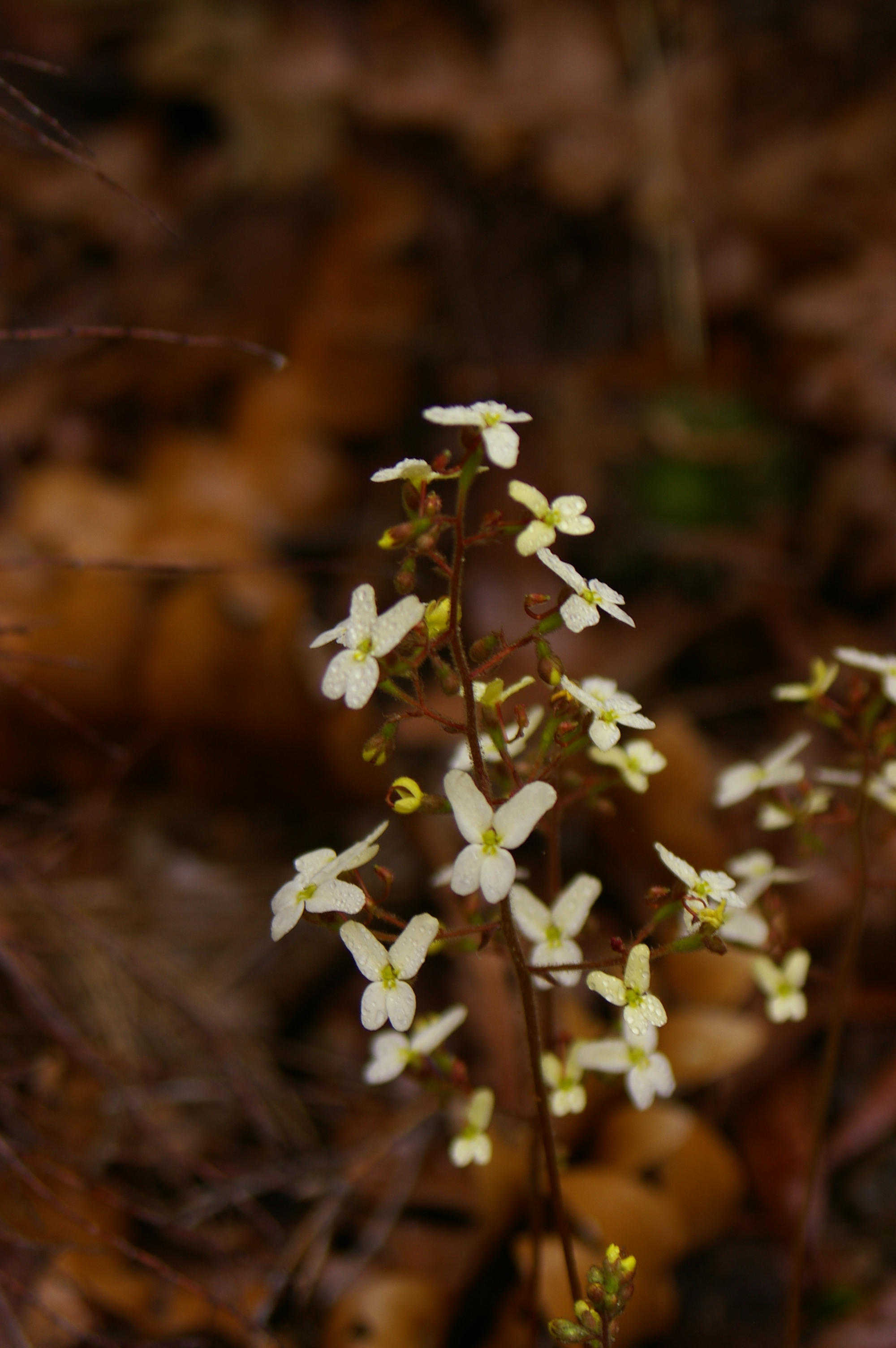
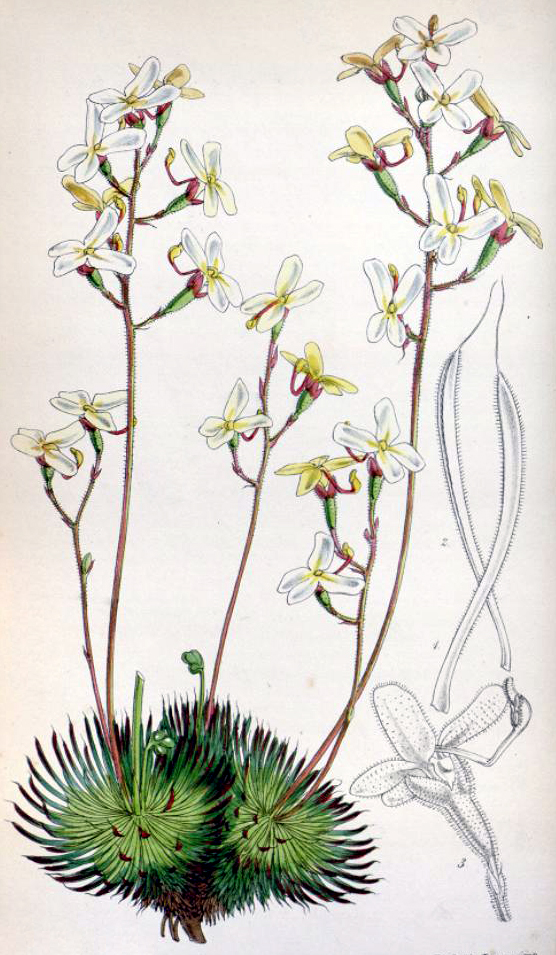